# Morris Stoloff
Morris Stoloff (n. 1 august 1898, Pennsylvania, SUA – d. 16 aprilie 1980, Woodland Hills⁠(d), California, SUA) a fost un compozitor american de muzică de film. A lucrat cu Sammy Davis Jr., Dinah Shore și Frank Sinatra.
Stoloff a lucrat ca director al departamentului muzical la Columbia Pictures între 1936 și 1962. Printre fanii space age pop, el este cel mai bine amintit pentru hitul din Top 10 care a combinat melodia „Moonglow” cu tema dragostei din filmul Picnic în potpuriul „Moonglow and Theme from Picnic”. El a fost vândut în peste un milion de exemplare și a primit un disc de aur de la Recording Industry Association of America.

## Viața și cariera
Stoloff s-a născut în Philadelphia, Pennsylvania. Copil prodigios în ceea ce privește cântatul la vioară, Stoloff a fost luat sub aripa lui W.A. Clark. După ce a studiat câțiva ani cu Leopold Auer, Stoloff a plecat la vârsta de 16 ani ca solist în turneu în Statele Unite ale Americii și s-a angajat un an mai târziu la Filarmonica din Los Angeles, fiind cel mai tânăr membru al orchestrei.
Odată cu apariția primelor filme sonore, studiourile au pornit în căutarea unor muzicieni care să furnizeze coloana sonoră, iar Stoloff a fost unul dintre primii care au trecut de la muzică clasică la filme. El a fost primul director muzical al    Paramount Pictures și a lucrat la stabilirea unui sistem care trebuia să asigure un flux continuu de muzică pentru orice tip de film, de la drame epice până la seriale și scurtmetraje comice.
În 1936 Stoloff s-a mutat la Columbia Pictures, unde a preluat titlul de director al departamentului muzical, o nouă poziție care era pe atunci unică în cadrul studiourile cinematografice. În calitate de director muzical, el a fost persoana responsabilă cu coloana muzicală a fiecărui film lansat de studio. Această activitate a presupus găsirea compozitorilor, orchestratorilor, dirijorilor, muzicienilor și a studiourilor de înregistrare pentru a satisface scopul creativ al fiecărui proiect și pentru a respecta programul și bugetul acestuia.
Stoloff a fost creditat adesea cu realizarea muzicii unui film, atunci când a lucrat îndeaproape cu un anumit compozitor pentru a elabora o temă, motive și melodii. Ca urmare, el se numără printre cele mai nominalizate persoane din istoria Premiilor Oscar. A câștigat trei Oscaruri pentru muzica filmelor Cover Girl (1944), The Jolson Story (1946) și Song Without End (1960) și a fost nominalizat de încă 14 ori.
Pe la sfârșitul anilor 1940 muzica de film a început să fie aibă un statut distinct, iar Stoloff a început să înregistreze unele dintre cele mai populare melodii ca single-uri pentru Decca Records. Când au fost perfecționate albumele cu o durată lungă, studiourile au constatat cererea publicului de a asculta muzica filmelor, iar albumele ce conțineau coloane sonore au devenit mărfuri bine vândute. Stoloff și-a exercitat privilegiul de director muzical pentru a înregistra aceste albume cu coloane sonore, lucrând cu materiale originale.
Când Frank Sinatra a fondat Reprise Records la începutul anilor 1960, l-a angajat pe Stoloff ca director muzical; cei doi au colaborat anterior cu succes la filmul Pal Joey (1957). Una dintre cele mai remarcabile realizări ale lui Stoloff, în timp ce a lucrat la Reprise, a fost lansarea unui set de reînregistrări ale marilor musicaluri de pe Broadway, printre care Kiss Me, Kate, cu o distribuție de studio.
Stoloff a murit în Los Angeles, California, la vârsta de 81 de ani.

## Înregistrări
- „Picnic”, Decca DL-78320 (din filmul Picnic, regia Joshua Logan);
- „Love Sequence”, Decca DL-8407
- „This is Kim” (ca Jeanne Eagels), Decca DL-8574
- „You Made Me Love You”, Decca DL-9034
- „Rock-a-bye Your Baby”, Decca DL-9035
- „You Ain't Heard Nothin' Yet”, Decca DL-9037
- „Fanny”, Warner Brothers WBS-1416
- „1001 Arabian Nights”, Colpix SCP-410
- „Song Without End”, Colpix SC-506
- „Finian's Rainbow”, Reprise FS-2015
- „Miss Sadie Thompson”, Mercury MG-25181